# Metatrachelas amabilis
Espèce
Synonymes
- Trachelas amabilis Simon, 1878

Metatrachelas amabilis est une espèce d'araignées aranéomorphes de la famille des Trachelidae.

## Distribution
Cette espèce se rencontre en Tunisie et en Algérie.

## Description
Les femelles mesurent de 3,80 à 5,20 mm.

## Publication originale
- Eugène Simon, « Description de Trachelas amabilis, Liocranum pallidum, majus et libanicum », Annales de la Société entomologique de France, 5e série, vol. 8,‎ 1878, p. 50-52 (ISSN 0037-9271, lire en ligne, consulté le 24 décembre 2020).